# 에메랄드나무왕뱀
에메랄드나무왕뱀(Emerald tree boa)은 남아메리카의 열대 우림에서 서식하는 왕뱀과의 일종이다. 2009년 이후, 아마존에메랄드나무왕뱀 종은 에메랄드나무왕뱀과 구분되는 별개의 종으로 간주되고 있다. 다른 모든 왕뱀과와 마찬가지로 독은 없으며, 국제적으로는 CITES 부속서 II에 따라 거래가 규제되고 있다.

## 묘사

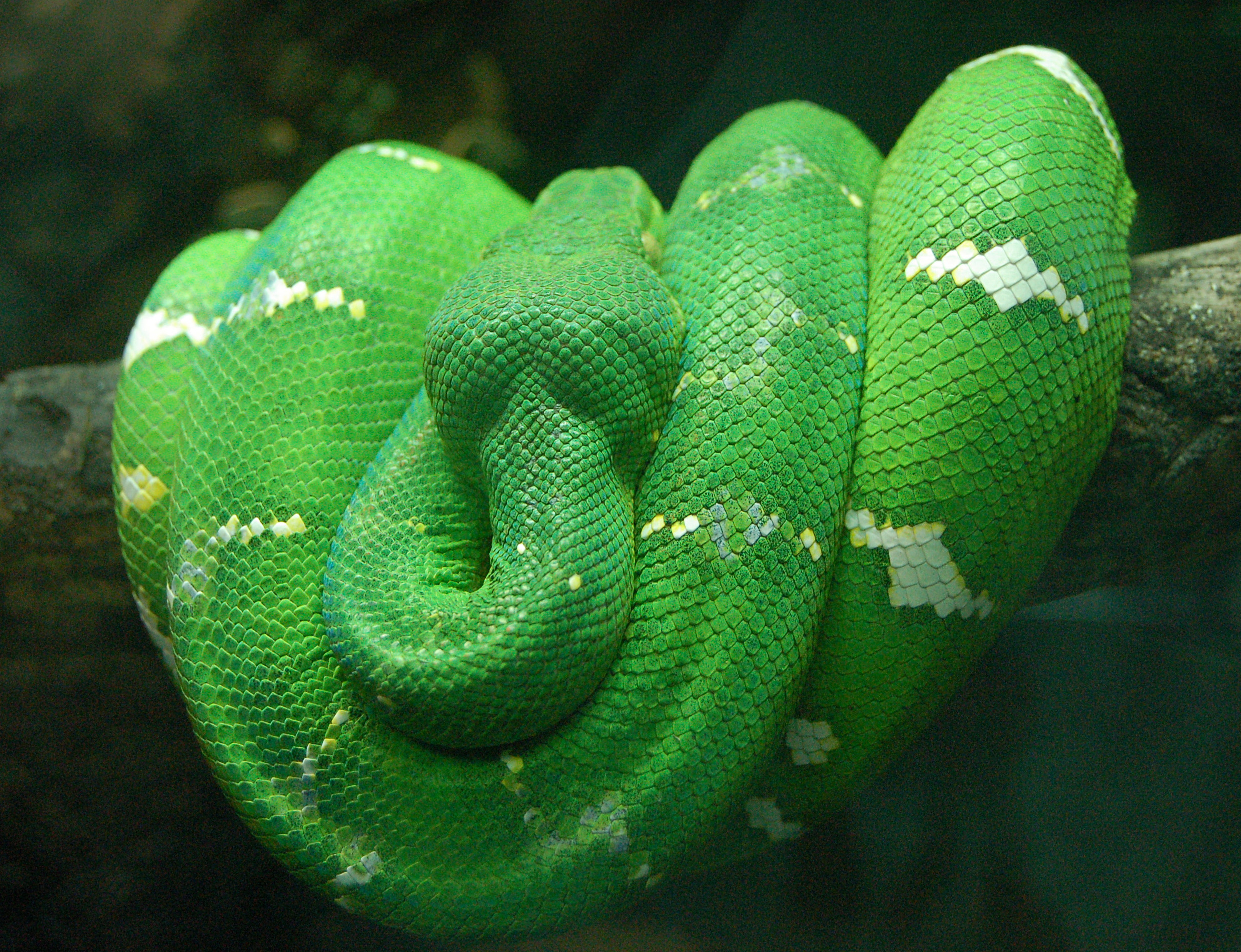
필라델피아 동물원의 에메랄드나무왕뱀

성체 에메랄드나무왕뱀은 약 1.8m까지 성장하며, 앞쪽 이가 매우 발달해 있어 독이 없는 모든 뱀 중에서 비례적으로 가장 큰 이빨을 가진 것으로 여겨진다.
몸 색깔은 일반적으로 선명한 에메랄드 녹색 바탕에 등에 따라 불규칙하고 끊어진 지그재그 형태의 흰색 줄무늬 (일명 '번개 무늬')가 있으며, 배는 노란색이다. 이러한 화려한 색상과 무늬는 남아메리카의 뱀들 중에서도 매우 독특한 특징이다. 유체는 생후 9~12개월이 지나 온토제네틱 색변화 (성장에 따른 색 변화)가 일어나기 전까지 연한 주황색부터 벽돌색까지 다양한 색을 띤다. 이와 비슷한 색 변화는 초록나무비단뱀과 같은 다른 종에서도 나타나는데, 이 종의 유체는 노란색이나 벽돌색을 띠기도 한다. 그러나 대중적인 믿음과는 달리, 초록나무비단뱀과는 달리 에메랄드나무왕뱀의 유체에서는 노란색 개체가 나타나지 않는다.
일부 양서파충류학자들은 지역에 따라 이들을 새로운 종으로 분류해야 하는지에 대한 논의를 해왔다. 이 형태적 변이에 대해 최근 제안된 이름은 아마존에메랄드나무왕뱀이다. 아마존강 유역에서 서식하는 개체는 가장 크게 자라며, 북부 지역형보다 훨씬 온순하고, 길이는 2.1~2.7m에 달하는 반면, 평균 크기는 약 1.8m이다. 페루 남부 지역에서 서식하는 개체는 일반적으로 더 어두운 색을 띤다. 아마존 분지 개체는 일반적으로 끊김 없는 흰색 등선을 가지고 있지만, 가이아나와 수리남 등지의 북부 지역형 개체들은 흰색 무늬의 형태가 다양하다. 아마존 분지 개체의 주둥이 비늘은 수리남, 베네수엘라, 볼리비아, 프랑스령 기아나 등지에서 발견되는 북부, 남부, 서부 지역형 개체들보다 더 작다. 북부 지역형과 아마존 분지형 사이의 잡종형도 존재하는 것으로 알려져 있다.
에메랄드나무왕뱀은 동남아시아 및 오스트레일리아에 서식하는 초록나무비단뱀과 매우 유사한 외형을 지닌다. 이는 수렴 진화의 대표적인 사례로, 두 종은 계통학적으로 먼 관계에 있다. 이들 사이의 형태학적 차이점으로는 머리 비늘의 배열 및 입 주변의 열 감지 구멍 (열감지 와동)의 위치 등이 있다.

## 지리적 범위
남아메리카 콜롬비아 북부 지역, 브라질, 베네수엘라에서 수리남과 기아나까지 이른바 기아나 순상지 안에서 발견된다. 주어진 유형 지역은 "아메리카"이다. 이름에서 알 수 있듯이 '바신' 종은 아마존강 유역, 수리남 남부, 기아나 남부, 베네수엘라 남부에서 콜롬비아, 페루, 브라질에 이르는 아마존강 주변 정글에서만 발견된다.

## 먹이
먹이는 주로 작은 포유류로 구성되어 있지만, 일부 소형 조류 종이나 도마뱀, 개구리도 먹는 것으로 알려져 있다. 이 종은 물질대사가 매우 느리기 때문에, 지상에 서식하는 종들에 비해 먹이 섭취 빈도가 훨씬 낮으며, 한 끼 식사 간격이 수개월에 이를 수 있다.
과거에는 주된 먹이가 조류라고 여겨졌으나, 이 종의 위 내용물을 조사한 결과, 식단의 대부분은 설치류나 유대류와 같은 작은 포유류로 구성되어 있는 것으로 나타났다. 유체 및 갓 태어난 새끼는 작은 도마뱀과 개구리, 특히 유리개구리를 먹는 것도 관찰된 바 있다.